# Spongionella pulvilla
Spongionella pulvilla är en svampdjursart som först beskrevs av Arthur Dendy 1905.  Spongionella pulvilla ingår i släktet Spongionella och familjen Dictyodendrillidae. Inga underarter finns listade i Catalogue of Life.